# Kamianets-Podilskyi (huyện)
Huyện Kamianets-Podilskyi (tiếng Ukraina: Кам’янець-Подільський район, chuyển tự: Kamianets-Podilskyis’kyi raion) là một huyện của tỉnh Khmelnytskyi thuộc Ukraina. Huyện Kamianets-Podilskyi có diện tích 1538 km², dân số theo điều tra dân số ngày 5 tháng 12 năm 2001 là 75673 người với mật độ 49 người/km2. Trung tâm huyện nằm ở Kamianets-Podilskyi.